# والتر دور
والتر دور (بالألمانية: Walther Dürr)‏ هو ناقد موسيقي وملحن ألماني، ولد في 1932 في برلين في ألمانيا، وتوفي في 6 يناير 2018 في توبينغن في ألمانيا.

## وصلات خارجية
- والتر دور على موقع أول ميوزيك (الإنجليزية)